# 1362
- Wikisource

| Calendário gregoriano                                                        | 1362 MCCCLXII                                        |
| Ab urbe condita                                                              | 2115                                                 |
| Calendário arménio                                                           | 811 – 812                                            |
| Calendário bahá'í                                                            | -482 – -481                                          |
| Calendário budista                                                           | 1906                                                 |
| Calendário chinês                                                            | 4058 – 4059 Início a 26 de janeiro (aproximadamente) |
| Calendário copta                                                             | 1078 – 1079                                          |
| Calendário etíope                                                            | 1354 – 1355                                          |
| Calendários hindus - Vikram Samvat - Calendário nacional indiano - Cáli Iuga | 1417 – 1418 1283 – 1284 4462 – 4463                  |
| Calendário Holoceno                                                          | 11362                                                |
| Calendário islâmico                                                          | 763 – 764                                            |
| Calendário judaico                                                           | 5122 – 5123                                          |
| Calendário persa                                                             | 740 – 741                                            |
| Calendário rúnico                                                            | 1612                                                 |
| Calendário solar tailandês                                                   | 1905                                                 |

1362 (MCCCLXII, na numeração romana) foi um ano comum do século XIV do Calendário Juliano, da Era de Cristo, a sua letra dominical foi B (52 semanas), teve início a um sábado e terminou também a um sábado.
No reino de Portugal estava em vigor a Era de César que já contava 1400 anos.
| Ano completo                   |
| ------------------------------ |
| Ano comum com início ao sábado |

## Eventos
- 28 de setembro - O Papa Urbano V é eleito para suceder aoo Papa Inocêncio VI, como o 200º papa.
- No reinado de Eduardo III da Inglaterra, o inglês substitui o francês como a língua nacional da Inglaterra pela primeira vez desde a Conquista Normanda.
- Eduardo, o Príncipe Negro, herdeiro do rei Eduardo III de Inglaterra torna-se Duque da Aquitânia.
- Vitória lituana sobre a Horda de Ouro em uma batalha no sul do Rio Bug.
- Maomé V, oitavo sultão do Reino Nacérida de Granada, recupera o trono que já tinha ocupado entre 1354 e 1359.

## Nascimentos
- Robert de Vere, Duque da Irlanda (m. 1392).
- Murdoch Stewart, duque de Albany, nobre escocês, filho de Roberto Stuart, duque de Albany e neto do rei Roberto II da Escócia, que fundou a dinastia Stuart. Em 1389 foi juiz do norte do Forth. (m. 1425).
- provável - Wang Fu, pintor (m. 1416).

## Mortes
- 25 de abril — Maomé VI, décimo sultão do Reino Nacérida de Granada desde 1360, executado em Sevilha por homens de Pedro I de Castela  (n. 1332).
- 11 de julho - Ana de Swidnica, imperatriz consorte de Carlos, Imperador do Sacro Império Romano-Germânico  (n. 1339).
- 12 de setembro - Papa Inocêncio VI, em Avinhão (n. 1285 ou 1292).